# Благовіщенське (селище)
Благовіщенське (до 2016 р. — Петровського) — селище в Україні, у Херсонській міській громаді Херсонського району Херсонської області. Кількість населення становить 208 осіб (2001).

## Населення

### Мовний склад
Рідна мова населення за даними перепису 2001 року:
| Мова       | Чисельність, осіб | Доля     |
| ---------- | ----------------- | -------- |
| Українська | 182               | 87,50 %  |
| Російська  | 24                | 11,54 %  |
| Інше       | 2                 | 0,96 %   |
| Разом      | 208               | 100,00 % |

## Історія
12 червня 2020 року, відповідно до Розпорядження Кабінету Міністрів України № 726-р «Про визначення адміністративних центрів та затвердження територій територіальних громад Херсонської області», увійшло до складу Херсонської міської громади.
19 липня 2020 року, в результаті адміністративно-територіальної реформи увійшло до складу новоутвореного Херсонського району.
У березні 2022 року село тимчасово окуповане російськими військами під час російсько-української війни. 11 листопада 2022 року визволене в ході контрнаступу Збройних сил України в Херсонській області.